# Pleuroderris michleriana
Pleuroderris michleriana là một loài thực vật có mạch trong họ Dryopteridaceae. Loài này được (D.C. Eaton) Maxon miêu tả khoa học đầu tiên năm 1934.